# 金黄侧金盏花
金黄侧金盏花（学名：Adonis chrysocyathus），为毛茛科侧金盏花属下的一个种。

## 扩展阅读
維基物種上的相關：金黄侧金盏花